# HNLMS Isaac Sweers (F814)
Pour les autres navires du même nom, voir HNLMS Isaac Sweers.
Le HNLMS Isaac Sweers (F814) (en néerlandais : Hr.Ms. Isaac Sweers) est une frégate de la classe Leander (sous-classe Van Speijk) en service dans la marine royale néerlandaise de 1968 à 1990. Vendu à la marine indonésienne, le navire est renommé KRI Karel Satsuitubun (356) et appartient dorénavant à la classe Ahmad Yani.

## Historique

### Marine royale néerlandaise
Le HNLMS Isaac Sweers est l’une des six frégate de la sous-classe Van Speijk construit par l'entreprise NDSM à Amsterdam. Sa quille est posée le 5 mai 1965, lancée le 10 mars 1967 et mis en service le 15 mai 1968.
Le 19 septembre 1968, lors d’un voyage du 5e escadron dans l’océan Atlantique, au sud de l’Angleterre, un violent incendie se déclare dans la salle de l’onduleur du navire.
À la fin de 1972, l'Isaac Sweers opère en tant que navire amiral de la force navale STANAVFORLANT. Trois ans plus tard, la frégate participe à l'exercice Ocean Safari de l'OTAN.
Modernisé à Den Helder du 1er juillet 1980 à août 1982, elle est présente aux journées de la flotte nationale de 1986.
En 1990, le navire est déclassé et vendu à la marine indonésienne.

### Marine indonésienne
L'Isaac Sweers est renommé Karel Satsuitubun où il sert à compter de l'année 1990. L'unité, qui fait dorénavant partie de la classe Ahmad Yani, est toujours en service en 2019.